# Прядун, Максим Александрович
Макси́м Алекса́ндрович Пряду́н (укр. Максим Олександрович Прядун; род. 17 февраля 1997, Умань, Черкасская область) — украинский футболист, нападающий клуба «Пномпень Краун».

## Биография
В чемпионате ДЮФЛ Украины выступал за кировоградский «Олимпик» (16 игр, 2 гола) и мариупольский «Ильичёвец» (42 игры, 14 голов). В 2014 году подписал с «Ильичёвцем» профессиональный контракт, однако выступал только за юношескую (9 игр, 1 гол) и молодёжную (19 игр, 1 гол) команды клуба. Несмотря на то, что зимой 2015 года Прядун отправился на предсезонные сборы с основной командой мариупольцев, где стал лучшим бомбардиром команды, в Премьер-Лиге на поле он так ни разу и не появился. Спустя год перешёл в полтавскую «Ворсклу», где также не провёл ни одной игры за основной состав.
Начиная с зимы 2017 года — игрок кропивницкой «Звезды». Дебютировал за основную команду клуба 20 мая 2017 года, на 86-й минуте домашнего матча против «Волыни» заменив Адеринсолу Эсеолу. Спустя 1 тур, вышел в основе и отличился голом, забитым в ворота львовских «Карпат». В следующем сезоне стал основным игроком команды. В августе 2017 года был признан лучшим игроком 7-го тура украинской Премьер-лиги (в котором отличился голом в ворота каменской «Стали»), а позднее стал лучшим игроком УПЛ в августе
В сентябре 2017 года был вызван Александром Головко в молодёжную сборную Украины.
В конце весны 2019 года был на просмотре в испанском «Эркулесе», но трансфер так и не состоялся.
В октябре 2020 года был представлен в качестве игрока МФК «Николаев». В составе «корабелов» в первой лиге дебютировал 11 октября 2020 года в игре против «Горняка-Спорт».